# Torriana
Torriana – miejscowość i gmina we Włoszech, w regionie Emilia-Romania, w prowincji Rimini.
1 stycznia 2014 gmina została zlikwidowana.

## Demografia
Według danych na styczeń roku 2012 gminę zamieszkiwało 1601 osób a gęstość zaludnienia wynosiła 68,9 os./km².